# UKM-2000
UKM-2000 (Uniwersalny Karabin Maszynowy 2000) là loại súng súng máy đa chức năng sử dụng loại đạn 7.62x51 mm NATO có thiết kế các thanh răng STANAG 2324 được thiết kế tại Tarnów ở Ba Lan. Nó còn được biết với tên Zakłady Mechaniczne "Tarnów" UKM-2000.

## Phát triển
Vào tháng 3 năm 1999 khi Ba Lan tham gia Tổ chức Hiệp ước Bắc Đại Tây Dương (NATO) thì có rất nhiều rắc rối với kho vũ khí trong quân đội Ba Lan trong việc sử dụng loại đạn tiêu chuẩn của NATO. Chính vì thế việc thiết kế một loại universal maschinengewehr mới đã được quyết định. Việc chế tạo sẽ dựa trên mẫu súng máy PK/PKS vốn đã được thử nghiệm thành công và hiệu quả trên chiến trường.
Khẩu UKM-2000C trở thành loại súng dự bị của thiết giáp KTO Rosomak.